# 57/43 Mod. 1887
Il cannone 57/43 Mod. 1887 fu un'arma dapprima navale e poi anche utilizzata nel Vallo Alpino come difesa anticarro.

## Storia
Si trattava in origine di un cannone a retrocarica di tipo navale, una delle tante versioni del pezzo inglese QF 6 pounder Nordenfelt, prodotto appunto dalla Nordenfelt. Era inizialmente montato sulle Cacciatorpediniere italiane, sulle torpediniere Classe PN, sulla cannoniera Margherita e su tutte le navi dell'inizio del XX secolo, ma lo stesso cannone era diventato inutile se montato sulle nuove navi corazzate.
Durante la prima guerra mondiale venne quindi sbarcato ed impiegato, in postazione fissa, dall'artiglieria costiera e da quella da fortezza del Regio Esercito. A causa della scarsità di pezzi da campagna e d'accompagnamento, il Regio Esercito cercò di recuperare tutte le bocche da fuoco disponibili anche se antiquate. Così anche alcuni cannoni da 57 furono incavalcati su affusti rigidi, vennero immesse in servizio come artiglierie da posizione o d'accompagnamento.
Nel 1933, circa 70 cannoni vennero trasferiti dalla Regia Marina e utilizzati dalla Guardia alla frontiera nei bunker del Vallo Alpino. Questi cannoni, grazie alla lunghezza della loro canna (circa 2 metri) e quindi alla elevata velocità iniziale del proietto, risultava idoneo nella difesa controcarro.
Nel 1941, senza aver mai sparato un colpo, fu sostituito dal cannone 47/32 Mod 35, che subentrava nell'ambito della fanteria al vecchio pezzo da 65/17 Mod. 1908.

## Tecnica

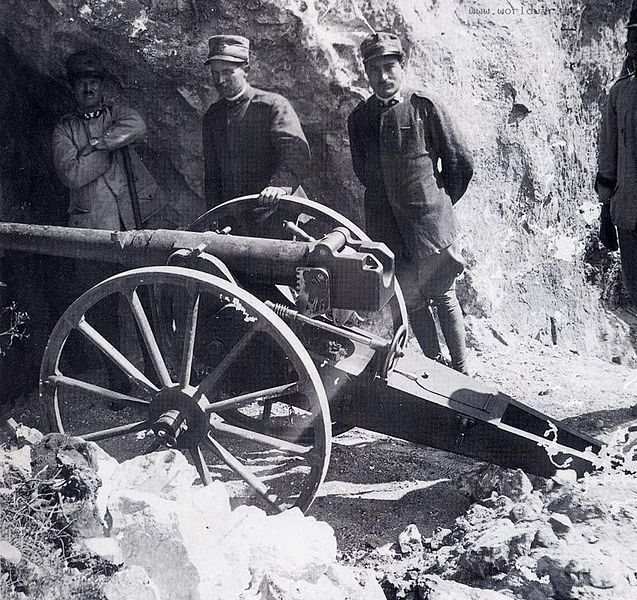
Un 57/43 Mod. 1887 su affusto campale del Regio Esercito durante la Grande Guerra.

La canna è in acciaio, cerchiata con un manicotto, anch'esso in acciaio, che avvolge la culatta ed un terzo della canna. La manovra è a tiro rapido, con otturatore in acciaio a cuneo verticale, ed utilizza una munizione a cartoccio proietto con bossolo metallico. La culla, cui la bocca da fuoco è articolata tramite orecchioni, è incavalcata su un affustino a lisce laterali e freni di sparo idraulici, che brandeggia su un affusto a piedistallo a campana, inchiavardato al ponte della nave o alla piazzola della batteria. Il movimento in elevazione della canna rispetto alla culla, da -10° a +15°, è dato da un volantino che ingrana infine un settore dentato sul lato sinistro della culatta. Il movimento in brandeggio, di 360° in installazione navale e costiera e limitato a 45° in quella in casamatta, è dato da un volantino che ingrana la corona dentata sul piedistallo.
Per l'uso campale, la bocca da fuoco venne installata su un antiquato affusto rigido a ruote di legno, con coda unica. L'arma non brandeggiava, mentre l'elevazione era ottenuta da una manovella che, tramite un rocchetto a vite senza fine, agiva sul settore dentato posto sul lato sinistro della culatta.
All'interno delle opere difensive del Vallo era disposto sullo stesso affusto a candeliere, con una scudatura curva sull'affustino che si adattava alla cannoniera della casamatta, sigillandola in qualsiasi posizione di brandeggio.